# Test de Beilstein
La prueba de Beilstein es una simple prueba química cualitativa para halogenuros. Fue desarrollada por Friedrich Konrad Beilstein.
Un alambre de cobre se limpia y calienta en la llama de un quemador Bunsen para formar una capa de óxido de cobre(II). A continuación, se sumerge en la muestra que se va a analizar y se calienta de nuevo en la llama. Una prueba positiva se indica por una llama verde causada por la formación de un haluro de cobre. El examen no detecta flúor/fluoruros.
Esta prueba ya no se utiliza con frecuencia. Una de las razones por las que no se utiliza ampliamente es que es posible generar las cloro-dioxinas altamente tóxicas si el material de ensayo es un policloropreno.

Una prueba húmeda alternativa para el haluro es la prueba de fusión del sodio — esta prueba convierte el material orgánico en sales inorgánicas que incluyen el haluro de sodio. La adición de solución de nitrato de plata hace que cualquier halogenuro se precipite como el haluro de plata respectivo.